# Arboretum Habrůvka
Arboretum Habrůvka je nejmenším a nejmladším arboretem v oblasti Školního lesnického podniku Křtiny. Nachází se v Moravském krasu mezi obcemi Habrůvka a Rudice v okrese Blansko v Jihomoravském kraji v blízkosti NPR Habrůvecká bučina a jeho rozloha je 2,5 ha.  
Jako jediné ze zdejších arboret (Křtiny, Řícmanice) se nachází na kyselém stanovišti, obsahuje tedy unikátní, pro tuto oblast neobvyklou skladbu bylin a dřevin. Arboretum zatím není volně přístupné veřejnosti. 